# فخرآباد (رفسنجان)
فخرآباد یک روستا در ایران است که در بخش مرکزی شهرستان رفسنجان واقع شده‌است. فخرآباد ۱٬۰۰۸ نفر جمعیت دارد.